# Sågbro

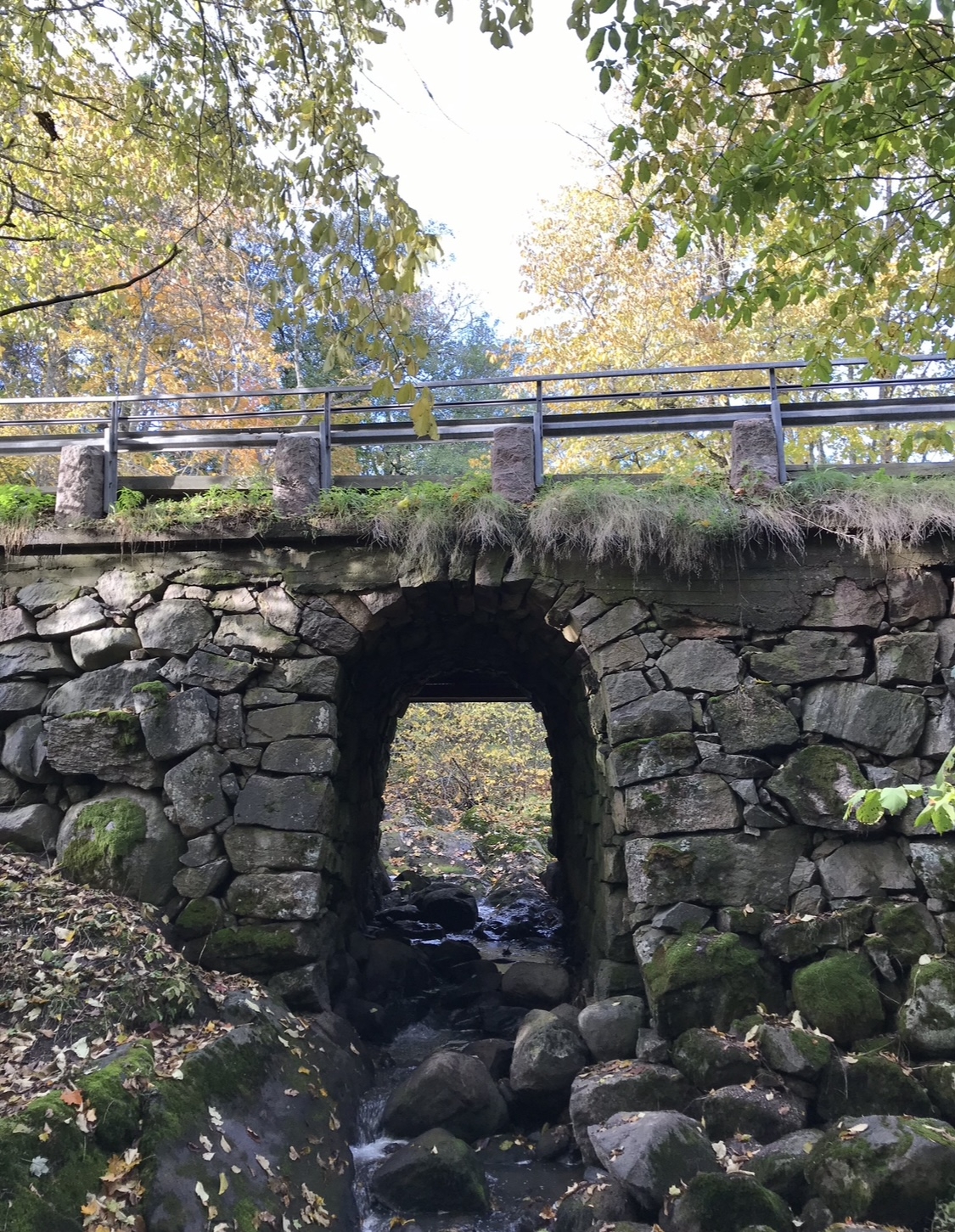
Sågbro

Sågbro är en gammal stenvalvbro i Esbo i det finländska landskapet Nyland. Bron var förr en del av Stora Kustvägen mellan Åbo och Viborg. Sågbro uppfördes antagligen mellan 1778 och 1816 av Anders Henrik Ramsay. Idag löper Kungsgårdsvägen över bron. Sågbro har haft museibrostatus sedan år 1982. Bron är en del av Esbo gårds kulturmiljö av riksintresse och därmed skyddad enligt lag. 
Sågbro är 17,2 meter lång och 6,9 meter bred. Stenvalvet är 2,7 meter brett. Viktbegränsningen på bron är 16 ton.